# كيلاني (مغنية)
كيلاني آشلي باريش (بالإنجليزية: Kehlani Ashley Parrish) من مواليد 24 أبريل 1995 مغنية وكاتبة أغاني وراقصة أمريكية من أوكلاند بولاية كاليفورنيا ، اشتهرت في البداية كعضوة في فرقة Poplyfe.
في عام 2014 ، لقد صدر لها أول مجموعة أغاني لها على هيئة mixtape بعنوان (Cloud19). الذي اعتبر واحد من أفضل 50 ألبوم في عام 2014. صدر ألبومها الثاني (You Should Be Here) في عام 2015 والذي حازت عليه ترشيحا لجائزة غرامي في عام 2016. وأطلقت ألبومها الثالث الذي حمل اسم (SweetSexySavage) في عام 2017.

## الألبومات
- Cloud 19 (2014)
- يجب أن تكون هنا (2015)
- SweetSexySavage (2017)
- بينما ننتظر (2019)

## جولات غنائية
جولات فردية
- جولة ألبوم يجب أن تكون هنا (2015)
- جولة SweetSexySavage العالمية (2017)

جولات برفقة مغنيات أخريات
- جولة برفقة المغنية ديمي لوفاتو - Tell Me You Love Me World Tour (2018)
- جولة برفقة المغنية هالزي - Hopeless Fountain Kingdom World Tour (2018)

## جوائز و ترشيحات
| عام  | جمعية                 | الفئة                       | العمل المعين       | نتيجة |
| ---- | --------------------- | --------------------------- | ------------------ | ----- |
| 2016 | جائزة جرامي           | أفضل ألبوم حضري معاصر       | You Should Be Here |       |
| 2017 | BET Awards            | Best Female R&B/Pop Artist  | مجمل الأعمال       |       |
| 2017 | BET Awards            | Centric Award               | أغنية Distraction  |       |
| 2017 | American Music Awards | Best Female Soul/R&B Artist | مجمل الأعمال       |       |
| 2018 | Grammy Award          | Best R&B Performance        | أغنية Distraction  |       |
| 2018 | BET Awards            | Best Female R&B/Pop Artist  | مجمل الأغمال       |       |

## روابط خارجية
- كيلاني على موقع IMDb (الإنجليزية)
- كيلاني على موقع ميوزك برينز (الإنجليزية)
- كيلاني على موقع أول ميوزيك (الإنجليزية)
- كيلاني على موقع ديسكوغز (الإنجليزية)
- كيلاني على موقع ديسكوغز (الإنجليزية)
- كيلاني على موقع قاعدة بيانات الفيلم (الإنجليزية)